# Mats Seuntjens
Mats Seuntjens (Breda, 17 aprile 1992) è un calciatore olandese, centrocampista o attaccante del Groningen.

## Biografia
Suo fratello Ralf è a sua volta un calciatore professionista.

## Carriera
Ha fatto il suo esordio in prima squadra nella stagione 2011-2012, nella quale ha giocato una partita nella massima serie olandese; nella stagione successiva ha invece giocato 22 partite in Eredivisie, segnando anche una rete, ed una partita in Coppa d'Olanda.